# Vía Parque Isla de Salamanca
La Vía Parque Isla de Salamanca est une aire protégée et une route située dans la région caribéenne de la Colombie, près de la ville de Barranquilla dans le département de Magdalena. La flore et la faune sont abondantes grâce à la confluence de l'eau douce du fleuve Magdalena et l'eau salée de la mer des Caraïbes. Il fut créé en 1964 pour protéger l'importante variété d'oiseaux et les mangroves du littoral.
Vía Parque est inclus dans le nom espagnol à cause de la route qui le traverse et qui relie Santa Marta à Barranquilla. En 2000 le parc a été classé réserve de biosphère par l'UNESCO.

## Climat
Le climat est aride et sec, les températures moyenne sont de 28 à 30 °C.
La moyenne annuelle des précipitations est de 400 mm dans la partie est du parc et 760 mm dans la partie ouest. Le volume d'eau perdu par évaporation et la transpiration de la végétation est plus important que les précipitations, amenant un déficit en eau.

## Faune et flore
Les forêts de mangrove, tropophile et ripisylve couvrent la plupart du territoire. Les mangroves en occupent un tiers (12 000 hectares) et les espèces dominantes sont : Rhizophora mangle, avicennia germinans, Laguncularia racemosa et Conocarpus erectus,.
Le parc abrite un grand nombre d'espèces sauvages, beaucoup étant menacées. L'existence de 33 espèces de mammifères indique le maintien d'une haute diversité malgré les problèmes environnementaux affectant l'écosystème. Le parc abrite 98 espèces d'invertébrés, 9 espèces d'amphibiens, 35 espèces de reptiles, plus de 140 espèces de poissons et 199 espèces d'oiseaux, la plupart migrateurs, endémiques ou résidents.